# یک برگ نو (مجموعه تلویزیونی)
یک برگ نو (به انگلیسی: A New Leaf، به کره‌ای: 개과천선) یک مجموعه تلویزیونی کره جنوبی سال ۲۰۱۴ با بازی کیم میونگ-مین، پارک مین یونگ، کیم سانگ جونگ، چه جونگ آن است. این سریال از ۳۰ آوریل تا ۲۶ ژوئن ۲۰۱۴، چهارشنبه‌ها و پنجشنبه‌ها ساعت ۲۱:۵۵ (کی‌اس‌تی) از ام‌بی‌سی در ۱۶ قسمت پخش شد.